# UFC Fight Night: Smith vs. Teixeira
UFC Fight Night: Smith vs. Teixeira (även UFC Fight Night 171 eller UFC on ESPN+ 29) var en MMA-gala anordnad av UFC som ägde rum 13 maj 2020 i Jacksonville, FL, USA.

## Bakgrund
En lätt tungviktsmatch mellan Anthony Smith och Glover Teixeira stod som huvudmatch.

## Ändringar
På grund av problem som uppstod i samband med den misslyckade bantningen tvingades Karl Roberson läggas in på sjukhus samma kväll som invägningen. Sjukhuset skrev ut honom onsdag morgon, men han bedömdes vara "unfit to fight" och matchen ströks.

### Invägning
Vid invägningen UFC strömmade via Youtube vägde utövarna följande:
1. ↑  Roberson missade vikten och förlorade 20 % av sin purse till sin motståndare.'"`UNIQ--ref-00000007-QINU`"'

## Bonusar
Följande MMA-utövare fick bonusar om 50 000 USD vardera:
- Fight of the Night: Brian Kelleher vs. Hunter Azure
- Performance of the Night: Glover Teixeira och Drew Dober